# 피리 부는 소년
《피리 부는 소년》(프랑스어: Le Fifre)은 프랑스의 화가 에두아르 마네의 1866년 작품이다. 프랑스 파리 오르세 미술관에 소장되어 있다.

## 내용
1865년 스페인 여행을 떠난 에두아르 마네는 프라도 박물관을 방문했다가 그곳에서 디에고 벨라스케스의 작품과 처음 마주하며 영감을 얻었다. 1866년 파리로 돌아온 마네는 새 작품의 작업에 나서는데, 스페인의 이름 모를 부대 피리 연주병을 주제로 한 것이었다. 마네는 벨라스케스의 궁정 초상화의 형식을 모방하면서도 비틀었는데, 특히 무채색의 뒷배경을 알아볼 듯 말 듯한 정도로 뭉개놓아, 인물의 크기, 나아가 무게감까지도 가늠하려는 시선을 방해하고 있다.
피리 부는 소년이란 이름을 붙인 이 작품은 1866년 살롱 드 파리에 출품하였으나 낙선하였다. 일찍이 마네의 작품을 지지해 왔던 에밀 졸라는 심사단의 결정에 격분하여, 신문 《레베느망》(L'Évenement) 지에 마네의 현실주의적 양식과 모던한 내용물에 찬사를 보내는 연속 기사를 투고하였다. 1867년 5월 마네는 귀스타브 쿠르베의 전례를 따라 사비를 마련하여, 그해 파리에서 열린 만국박람회 전시관에서 개인전을 주최하였다. 이 작품도
개인전에서 전시되었지만, 필치가 특이하고 공간 설정도 헤아리기 어렵다는 이유로 대중언론의 조롱을 받았다.
《피리 부는 소년》은 1872년 미술상 뒤랑뤼엘이 구매하였고, 1873년에는 마네의 친구이자 작곡가 장바티스트 포레에게 넘어갔다가 1893년 다시 뒤랑뤼엘에게 팔렸다. 마네가 일찍 세상을 떠난 지 1년이 지난 1884년에 열린 대규모 회고전에 이 작품도 출품되었다. 그 후 여러 손을 거쳐 수집가 이사크 드 카몽도의 소유가 되었는데, 1911년 세금 납부의 형식으로 프랑스 정부로 접수되어 국가 소유가 되었다. 1914년부터 루브르 박물관에 소장되어 전시되던 이 작품은 1947년 죄드폼 박물관으로 넘어갔으며, 1983년 마네 사망 100주년을 기념해 그랑 팔레에서 열린 대규모 회고전에 전시되었다.
1986년에는 국립 근대미술 박물관으로 신설된 오르세 미술관으로 넘어가 지금까지 소장되어 있다. 이따금씩 오르세 미술관 순회 전시에 참여하는 작품 중 하나로, 2007년에는 예술의전당 오르세 미술관전 전시를 위해 처음으로 대한민국에서 전시되었다. 2017년과 2018년에는 아랍에미리트 아부다비의 루브르 분관에 대여 형식으로 전시되기도 하였다.

## 분석
디에고 벨라스케스의 작품이 그랬듯이 마네는 이 그림에서 수직 수평면이 거의 흐릿하게 처리된, 얕은 깊이감을 보여주고 있다. 피터 H. 페이스트의 《The Player fife》에 따르면 마네는 "진한 윤곽선과 배경 표면 직전에 배치함으로서 큼직한 하나의 인물상이 보여주는 장식적 효과"를 나타내고 있다. 회색백 바탕을 뒤로 한 가운데, 한정된 팔레트색으로 칠해진 두터운 임파스토가 날카로운 검정색 겉옷과 신발, 붉은색 바지, 흰색 끈과 스패츠를 만들어내며 인물을 진하게 강조한다는 것이다. 그 결과 그림 속 인물은 "단단하고 매끈하며 생동감 있는" 모습으로 서 있게 된다.
뿐만 아니라 마네의 작품은 무명의 인물을 대상으로 그린 것인데, 이 역시도 벨라스케스의 작품을 닮았다. 그림 속의 소년은 마네가 르존 중령에게 부탁해 데려온 나폴레옹 3세 황제 친위대 소속 군악대의 10대 연주병으로, "스페인의 귀족을 모시듯 했다"고 전한다. 다만 소년만 묘사한 게 아니라 다른 모델도 참고했다는 설도 제기되는데, 소년의 얼굴과 형체에서 마네의 아들 레옹 리노프와 전문 모델 빅토린 뫼랑과 닮았다고 한다.